# عیدی
عیدی یا عیدانه هدیه‌ای است که معمولا بزرگترهای خانواده یا دوستان خانوادگی به کوچکترهای خانواده به عنوان بخشی از مراسم دو عید مسلمانان، عید فطر و عید قربان یا عید سال نو ایرانیان نوروز می‌دهند.

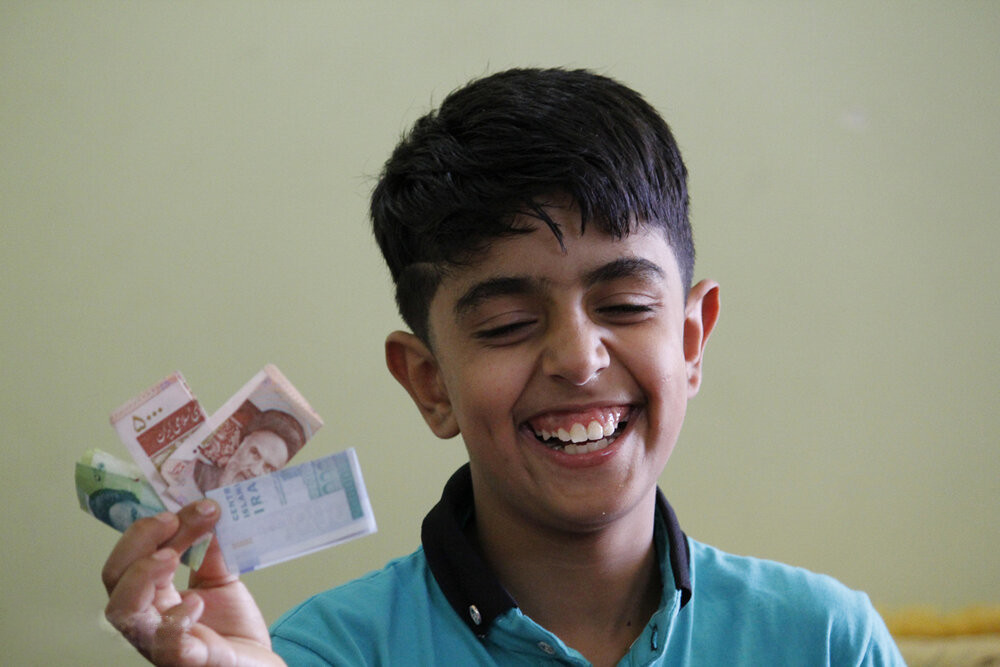
پسری پس از دریافت عیدی فطر ۱۴۴۰ هجری قمری، از عرب‌های اهل سنت، بندرعباس، ایران.

عیدی شبیه به دریافت هدیهٔ تولد است و رایج‌ترین نوع عیدی، دادن پول به کوچکترهاست.
در ایران، به پاداش آخر سال کارکنان و کارمندان هم عیدی می‌گویند.